# 매케일라 머로니
매케일라 로즈 머로니(영어: McKayla Rose Maroney, 1995년 12월 9일, ~ )는 미국의 옛 기계 체조 선수이다. 그녀는 도마와 마루운동 부문을 전문적으로 하고 있다. 2011년 세계 체조 선수권 대회에서 그녀는 단체전과 마루에서 금메달을 거머쥐었다. 그녀는 2012년 하계 올림픽에서 단체전에서 금메달을 차지한 미국 대표팀의 일원이기도 하며 같은 대회의 도마의 은메달리스트이기도 하다. 그녀는 2013년 세계 선수권 대회에서 도마에서 금메달을 차지하면서 월드 타이틀을 수성해내며, 첫 미국 여성으로 세계 선수권 대회에서 도마 부문을 수성해낸 선수가 되었다. 또한 머로니는 2012년 올림픽 기간에 인터넷의 밈이 된 "놀랍지 않은"(not impressed) 표정으로 유명하다. 머로니는 또한 2014년 9월에 그녀와 다른 유명인들의 누드 사진들이 온라인에 올라오는 스캔들을 겪었다.

## 역대 대회 성적
| 년도   | 대회                         | AA  | 단체전 | 도마 | 평균대 | 이단평행봉 | 마루운동 |
| ------ | ---------------------------- | --- | ------ | ---- | ------ | ---------- | -------- |
| 2009년 | 비자 챔피언쉽 (주니어)       | 27  |        | 3위  |        |            |          |
| 2010년 | 커버걸 클래식 (주니어)       | 7   |        | 2위  |        |            | 5        |
| 2010년 | 비자 챔피언쉽 (주니어)       | 3위 |        | 1위  | 7      |            | 4        |
| 2010년 | 팬아메리카 챔피언쉽 (시니어) |     | 1위    | 1위  |        |            | 1위      |
| 2011년 | 예솔로 시 트로피             | 1위 | 1st    | 1위  | 5      | 5          | 4        |
| 2011년 | 커버걸 클래식                |     |        |      | 6      |            | 5        |
| 2011년 | 비자 챔피언쉽                | 2위 |        | 1위  | 7      |            | 5        |
| 2011년 | 11년 세계 체조 선수권 대회   |     | 1위    | 1위  |        |            |          |
| 2012년 | 예솔로 시 트로피             | 4   | 1위    | 1위  |        |            | 6        |
| 2012년 | 시크릿 US 클래식             |     |        | 1위  |        |            |          |
| 2012년 | 미국 올림픽 선발전           | 7   |        | 1위  |        |            | 5        |
| 2012년 | 올림픽                       |     | 1위    | 2위  |        |            |          |
| 2013   | 시크릿 US 클래식             | 14  |        | 1위  |        |            | 3위      |
| 2013   | P&G 챔피언십                 |     |        | 1위  |        |            | 1위      |
| 2013   | 2013년 세계 체조 선수권 대회 |     |        | 1위  |        |            |          |

## 같이 보기
- 2012년 하계 올림픽 체조
- 2012년 하계 올림픽 미국 선수단